# Discorso dal trono

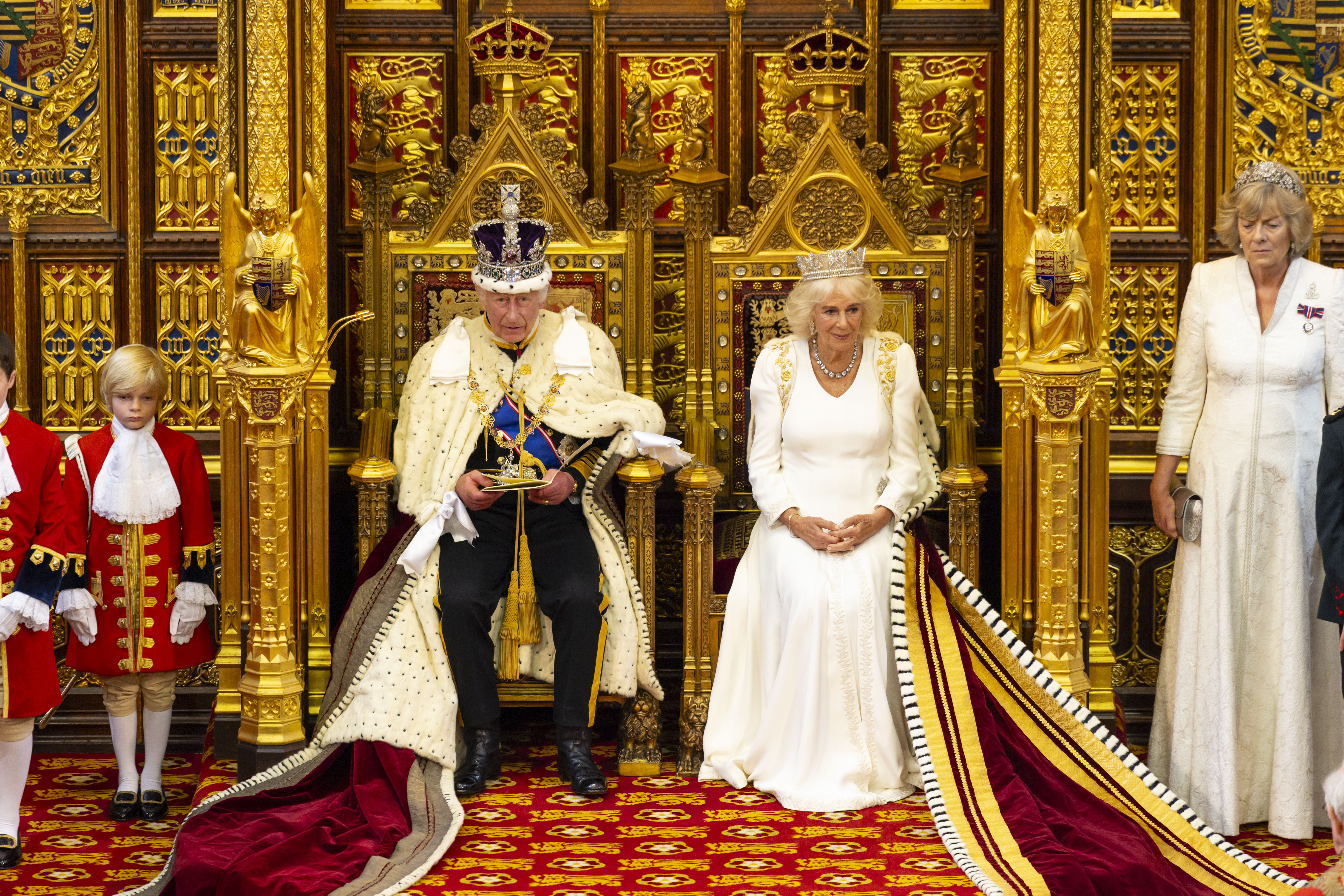
Re Carlo III legge il discorso dal trono alla cerimonia di apertura del Parlamento del Regno Unito nel 2024.

Un discorso dal trono, o discorso del trono, è un evento in alcune monarchie in cui il sovrano regnante, o il suo rappresentante, legge un discorso preparato ai membri della legislatura della nazione quando viene aperta una sessione. Il discorso stabilisce le priorità del governo per il suo programma legislativo, per il quale si cerca la cooperazione della legislatura. Il discorso è spesso accompagnato da una cerimonia formale. Si tiene spesso annualmente, anche se in alcuni luoghi può verificarsi più o meno frequentemente, ogni volta che viene aperta una nuova sessione della legislatura.
Storicamente, quando i monarchi esercitavano un'influenza personale e un processo decisionale complessivo nel governo, un discorso dal trono delineava le politiche e gli obiettivi del monarca; il discorso era solitamente preparato dai consiglieri del monarca, ma il monarca supervisionava la stesura del discorso almeno in una certa misura ed esercitava la discrezione finale sul suo contenuto. Nelle moderne monarchie costituzionali, sia per legge che per convenzione, il capo di Stato o il suo rappresentante legge il discorso dal trono, ma è preparato dai ministri nel gabinetto.
Tra le monarchie europee contemporanee, questo evento tradizionale si tiene nel Regno Unito, dove è anche noto come Discorso del Re (o Discorso della Regina se il monarca regnante è donna); nei Paesi Bassi, nel Giorno del Principe; e in Norvegia. In altri paesi il monarca può o non può presenziare all'apertura della legislatura del paese; può anche tenere un discorso, ma questi discorsi, al contrario, non delineano alcun programma di governo.
Molte repubbliche hanno adottato una pratica simile in cui il capo di Stato, spesso un presidente, si rivolge alla legislatura; negli Stati Uniti, il presidente fa un discorso annuale sullo stato dell'Unione, nelle Filippine il presidente fa un discorso annuale sullo stato della nazione. Nelle repubbliche parlamentari in cui il presidente è semplicemente una figura di rappresentanza cerimoniale, questi discorsi sono spesso simili nel tono al discorso del trono di una monarchia costituzionale, mentre nei sistemi presidenziali come gli Stati Uniti i discorsi sono in qualche modo diversi in quanto il presidente esercita discrezione personale sul contenuto, ma il principio di separazione dei poteri significa che la legislatura non è obbligata a seguire qualsiasi agenda (se presente) possa essere contenuta in tale discorso.

## Reami del Commonwealth

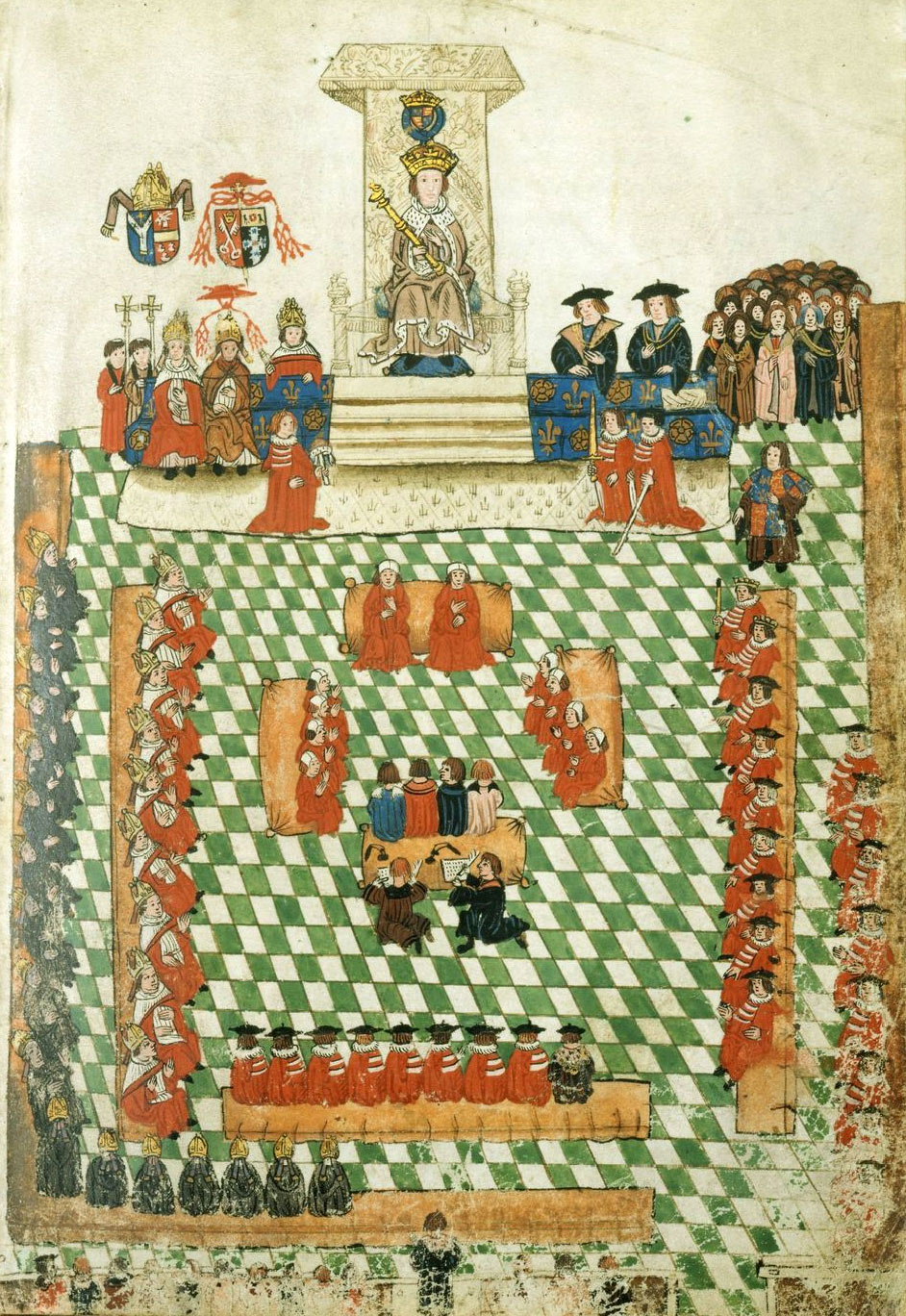
Re Enrico VIII all'apertura del Parlamento d'Inghilterra a Bridewell Palace, 1523.

### Terminologia
Nel Regno Unito, il discorso è noto come His Majesty's Most Gracious Speech, Gracious Address o, meno formalmente, King's Speech (o Queen's Speech, quando il monarca regnante è una donna). In Canada, è noto come Speech from the Throne (spesso abbreviato in Throne Speech) (in francese: Discours du Trône). Dal 1973, il luogotenente governatore del Quebec ha pronunciato un breve discorso inaugurale denominato Allocution, dopo il quale il premier legge il suo Discours d'ouverture (Discorso di apertura), chiamato Message inaugural dal 1974 al 1984.
A Hong Kong, il discorso del governatore era denominato Policy Address durante il governatorato di Chris Patten. Nello Stato libero d'Irlanda, il governatore generale ha pronunciato il Governor-General's Address al Dáil Éireann; ne sono stati pronunciati solo due, nel 1922 e nel 1923.

### Storia
Nei reami del Commonwealth, il discorso dal trono è un'orazione che fa parte di una cerimonia che segna l'apertura del Parlamento. Alcuni documenti indicano che la cerimonia ha avuto luogo fin dal Medioevo, mentre altri ne collocano le origini nel XVI secolo, quando l'Inghilterra era ancora una monarchia assoluta. Il discorso spiegava al Parlamento le ragioni per cui era stato convocato e talvolta esponeva le politiche e gli obiettivi del sovrano. Il monarca a volte parlava al Parlamento di persona; Edoardo III (nel 1365), Riccardo II ed Edoardo IV lo fecero ad entrambe le camere del Parlamento in più occasioni separate.
Tuttavia, vari altri personaggi tennero l'orazione per conto del sovrano: tra il 1347 e il 1363, fu letta dal giudice capo; nel 1401 dal giudice capo del Common Pleas; nel 1344, 1368, 1377 (parlando per un presidio di Edoardo III), 1399 e 1422, dall'arcivescovo di Canterbury; e nel 1343, 1363 e, di solito dopo il 1368, dal Lord Cancelliere  che era allora il prolocutore , o presidente della Camera dei Lord. Fu pronunciata per suo conto dal vescovo di Winchester nel 1410; nel 1453 e 1467, dal vescovo di Lincoln; dal vescovo di Rochester nel 1472; e il custode del Sigillo Privato nel 1431. Potrebbe essere stato scritto da o con il contributo dei consiglieri del re o della regina, ma il monarca, come governatore supremo, era l'autore principale.

### Tempi moderni
Oggi, secondo i principi della monarchia costituzionale, il discorso è scritto dal gabinetto in carica, con o senza la partecipazione del lettore, e delinea il programma legislativo per la nuova sessione parlamentare. A causa della tradizione parlamentare del sovrano escluso dalla camera bassa, in quei regni che possiedono un parlamento bicamerale, la cerimonia si svolge nella camera alta della legislatura, con la presenza dei membri di entrambe le camere. Nei Parlamenti unicamerali, il discorso viene letto nell'unica camera legislativa. Insolitamente, nello Stato libero d'Irlanda, il discorso è stato pronunciato nella camera bassa del suo Parlamento bicamerale.

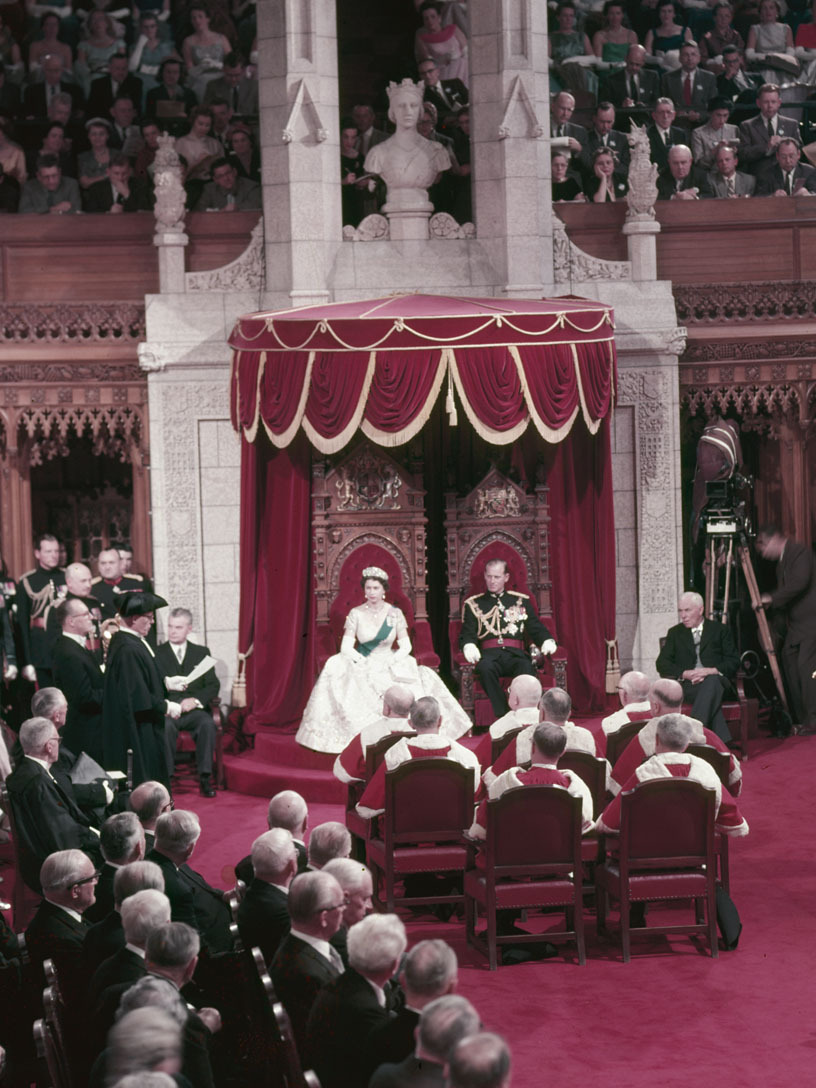
La regina Elisabetta II (sinistra, seduta con il principe Filippo, destra) sul trono del Parlamento del Canada, da dove pronuncia il discorso dal trono, 1957.

Nel Regno Unito, il discorso viene in genere letto dal sovrano regnante all'apertura di Stato del Parlamento. Le tradizioni che circondano l'apertura e il discorso risalgono al XVI secolo; l'attuale cerimonia risale al 1852, quando il Palazzo di Westminster fu ricostruito dopo l'incendio del 1834. La cerimonia ora si svolge solitamente ogni anno, di solito a novembre o dicembre, o subito dopo un'elezione generale. Il monarca può, tuttavia, nominare un delegato per svolgere il compito al suo posto. Elisabetta II lo fece durante le sue gravidanze nel 1959 e nel 1963, pronunciato invece dal Lord Cancelliere; e di nuovo a causa di problemi di salute nel 2022, pronunciato invece dal principe Carlo (ora Carlo III) che, insieme al principe William, agivano come consiglieri di Stato.

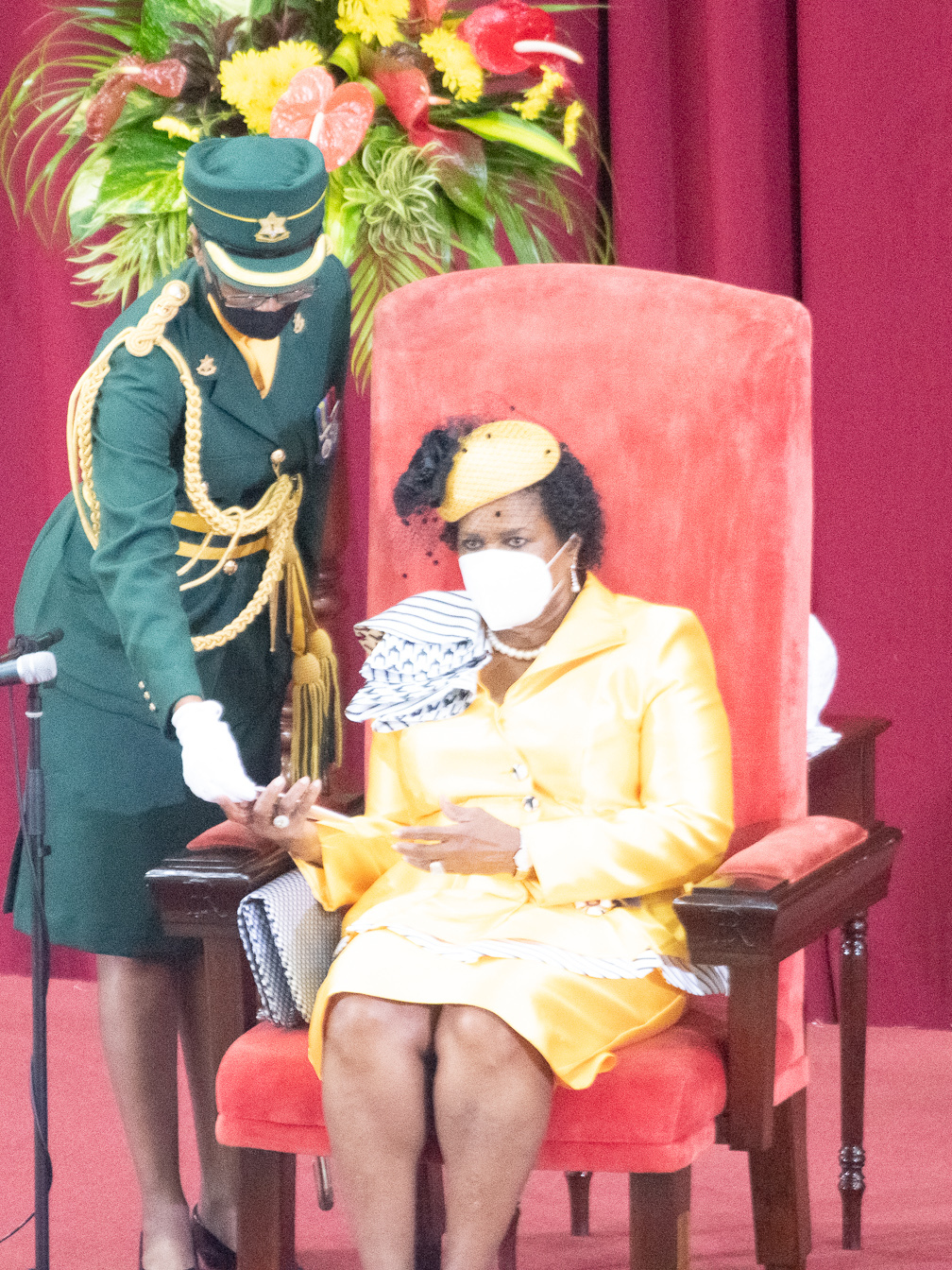
Nel discorso del trono delle Barbados del 2020, il governo ha annunciato la fine della monarchia del Paese.

Nei paesi che condividono con il Regno Unito la stessa persona del rispettivo sovrano, il discorso dal trono verrà solitamente letto per conto del monarca dal suo viceré, il governatore generale, sebbene il monarca possa pronunciare il discorso di persona: la regina Elisabetta II ha letto il discorso dal trono nel Parlamento della Nuova Zelanda nel 1954, 1963, 1970, 1974, 1977, 1986 e 1990, nel Parlamento dell'Australia nel 1954 e 1974, e nel Parlamento del Canada nel 1957 e 1977. Anche un altro membro della famiglia reale può svolgere questo dovere, come quando, il 1° settembre 1919, il principe di Galles (in seguito re Edoardo VIII) ha letto il discorso dal trono nel Parlamento canadese. In due occasioni, l'amministratore del Governo ha pronunciato il discorso al Parlamento del Canada: il 16 maggio 1963 e il 30 settembre 1974.
Negli Stati australiani, il governatore competente legge il discorso, sebbene anche il monarca australiano possa svolgere tale compito: la regina Elisabetta II aprì i Parlamenti di alcuni Stati australiani nel 1954 e del Nuovo Galles del Sud nel 1992. In quasi tutte le province canadesi, il vicegovernatore competente pronuncia il discorso; non è certo se il monarca canadese possa fare lo stesso in qualsiasi legislatura di una provincia canadese. Nel Québec, tuttavia, il discorso è denominato "Discorso di apertura" (in francese: Allocution d'ouverture). In ciascuno dei territori canadesi, il commissario legge il Discorso del Trono o Discorso di apertura alla legislatura.
Nei territori britannici d'oltremare che hanno istituito questa pratica, il governatore competente pronuncia il discorso. Un discorso del trono non è tipico nelle legislature devolute all'interno del Regno Unito; l'equivalente più vicino è una dichiarazione dell'agenda legislativa del ramo esecutivo, solitamente pronunciata da un primo ministro. Tuttavia, il monarca britannico spesso intraprende visite e parla agli organi devoluti in una veste meno ufficiale. Durante il suo regno, la regina Elisabetta II era presente e tenne un discorso a tutte le aperture del Parlamento scozzese, di solito parlando in modo riflessivo dei suoi risultati e augurando all'istituzione il meglio per il suo mandato imminente piuttosto che considerare i piani dell'esecutivo.
È considerato improprio che il pubblico, compresi i membri del Parlamento, mostri sostegno o disapprovazione per qualsiasi contenuto del discorso mentre viene letto: ciò è riservato al dibattito e al voto che seguono nelle camere legislative o in aula. Nel 1998 nel Regno Unito, quando la regina lesse la proposta dell'House of Lords Act 1999, i parlamentari del Partito Laburista la interruppero brevemente esprimendo il loro sostegno mentre i pari conservatori risposero con "vergogna!". Tuttavia, sono state espresse proteste durante un discorso del trono, come quando, nel 2011, Brigette DePape, una paggia del Senato canadese, interruppe la lettura del discorso del trono da parte del governatore generale David Johnston alzandosi e tenendo un cartello che chiedeva di fermare l'allora primo ministro, Stephen Harper.

### Indirizzo in risposta
Formalmente, la mozione che segue il discorso chiede semplicemente al Parlamento di ringraziare il monarca o il viceré tramite un indirizzo di risposta. Il dibattito è, tuttavia, spesso di vasta portata, esplora molti aspetti delle politiche proposte dal governo e si estende su diversi giorni. Quando l'indirizzo di risposta viene infine votato, il sondaggio viene ritenuto costituire una mozione di fiducia al governo, che, se persa, comporterebbe la fine del mandato di quel governo. In alcune legislature, questa discussione e votazione sono precedute da una simbolica sollevazione di altre questioni, progettate per evidenziare l'indipendenza del Parlamento dalla Corona; una pratica che ha avuto origine dopo che il re Carlo I fu processato e giustiziato dal Parlamento. Nella Camera dei comuni britannica, l'altra questione sollevata è, per tradizione, l'Outlawries Bill, mentre la Camera dei lord legge il Select Vestries Bill; nessuno dei due procede oltre la prima lettura. Nella Camera dei comuni del Canada, il disegno di legge in esame è il disegno di legge C-1, legge relativa all'amministrazione dei giuramenti d'ufficio, mentre al Senato è il disegno di legge S-1, legge relativa alle ferrovie. I testi di questi due disegni di legge non hanno nulla a che fare né con i giuramenti d'ufficio né con le ferrovie; contengono invece formulazioni quasi identiche che spiegano la loro funzione pro forma. In Australia e Nuova Zelanda, al contrario, non vengono presentati disegni di legge pro forma; lì, le rispettive camere dei rappresentanti prendono invece in considerazione alcuni brevi e non controversi argomenti prima di discutere l'indirizzo in replica.

## Altri paesi

### Giappone

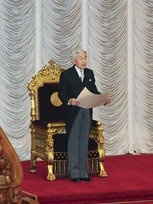
L'imperatore Akihito convoca la Dieta Nazionale (2011).

In Giappone, l'imperatore pronuncia solo un breve discorso di saluto durante la cerimonia di apertura della Dieta nazionale; non fa riferimento ad alcuna politica governativa, lasciando invece al primo ministro il compito di affrontare questioni politiche, come nei casi contemporanei di Svezia e Danimarca.

### Malaysia
Anche in Malaysia esiste la stessa pratica: lo Yang di-Pertuan Agong pronuncia un discorso simile al Parlamento malese in sessione congiunta durante l'inaugurazione ufficiale ogni anno a marzo.

### Marocco
In conformità con la Costituzione, il re si rivolge al Parlamento all'inizio della sessione annuale, il secondo venerdì di ottobre. Il discorso può essere reso legalmente vincolante solo se letto davanti a entrambe le camere del Parlamento. Inoltre, il monarca si rivolge alla nazione negli anniversari della sua ascesa al trono (Giorno del Trono), della Rivoluzione del Re e del Popolo e della Marcia Verde.

### Paesi Bassi

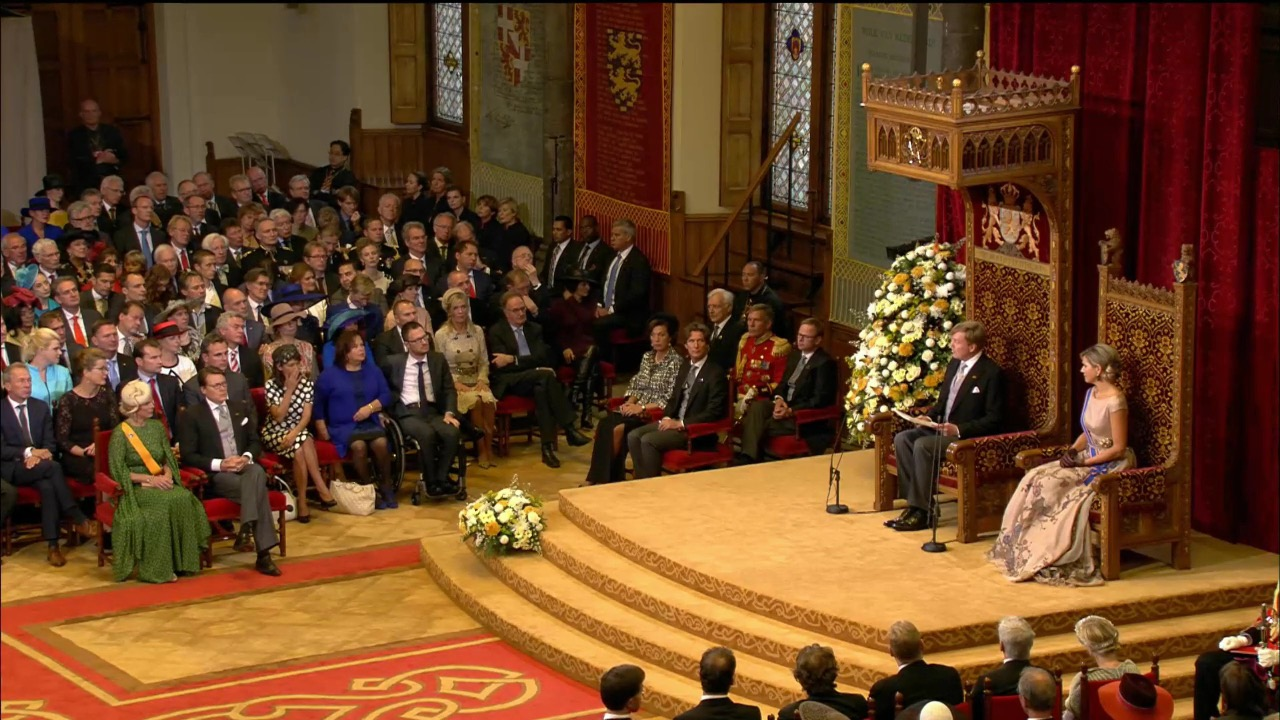
Il re Guglielmo Alessandro dei Paesi Bassi legge il discorso dal trono (2015).

Nei Paesi Bassi, il discorso del trono si tiene ogni anno il terzo martedì di settembre, chiamato Prinsjesdag (Giorno del Principe). L'articolo 65 della Costituzione afferma che "Una dichiarazione della politica da perseguire da parte del Governo è fatta dal Re o per conto del Re prima di una sessione congiunta delle due Camere degli Stati Generali che si tiene ogni anno il terzo martedì di settembre o in una data precedente che può essere prescritta da un atto del Parlamento".
Il monarca viaggia dal Palazzo Noordeinde in carrozza fino alla Ridderzaal (Sala dei Cavalieri) nel Binnenhof dell'Aia per leggere il discorso prima di una sessione congiunta degli Stati Generali. Dopo il discorso, il presidente della sessione congiunta grida "Lunga vita al Re!" dopo di che il monarca viene accolto con tre applausi. Il monarca e il suo seguito se ne vanno e la sessione congiunta viene dichiarata chiusa. Il monarca torna al palazzo in carrozza e, insieme ad altri membri della casa reale, appare sul balcone del palazzo. In seguito alla revisione della Costituzione del 1983, una sessione parlamentare è passata dalla durata di un anno a quella di quattro anni. Di conseguenza, il discorso non segna più l'apertura di una sessione del parlamento ma l'inizio di un nuovo anno parlamentare.

### Norvegia

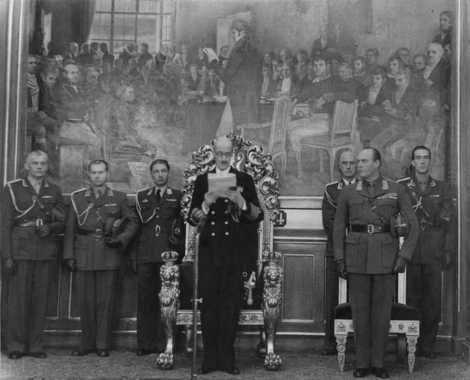
Il re Haakon VII di Norvegia pronuncia il discorso dal trono dello Storting nel 1950.

In Norvegia, il monarca è tenuto, in base all'articolo 74 della Costituzione, a presiedere l'apertura di una sessione dello Storting (che si tiene ogni ottobre) dopo che è stata dichiarata legalmente costituita dal presidente dello Storting. Il monarca pronuncia il discorso davanti ai parlamentari nella camera dello Storting. Anche l'erede al trono accompagna regolarmente il monarca.
All'arrivo del monarca nella camera, i membri dello Storting si alzano e viene cantata la prima strofa dell'inno reale, Kongesangen. Il monarca riceve il discorso dal primo ministro e procede a pronunciarlo mentre tutti rimangono in piedi. Dopodiché, il monarca e i membri prendono posto e viene letto il Rapporto sullo stato del regno, un resoconto dei risultati del governo dell'anno trascorso (tradizionalmente in Nynorsk), di solito dal membro più giovane del governo presente.
I membri e il monarca si alzano e al monarca viene presentato il rapporto del primo ministro e il monarca restituisce il discorso e il rapporto al presidente. Il presidente fa alcune osservazioni e chiude con "Che Dio preservi il nostro re e il nostro paese", a cui si uniscono altri membri dello Storting e viene quindi cantata la prima strofa dell'inno nazionale. Dopo che il monarca e il suo seguito se ne sono andati, la riunione viene aggiornata e il discorso e il rapporto vengono discussi per la prima volta nella seduta successiva.

### Spagna
In Spagna, i discorsi dal trono erano praticati prima della dichiarazione della Seconda Repubblica spagnola nel 1931. Con la restaurazione della monarchia spagnola nel 1975, il monarca apre ancora il Parlamento ma non pronuncia più un "discorso dal trono". Il monarca pronuncia un discorso ma non si concentra o non dirige la politica del governo.

### Svezia

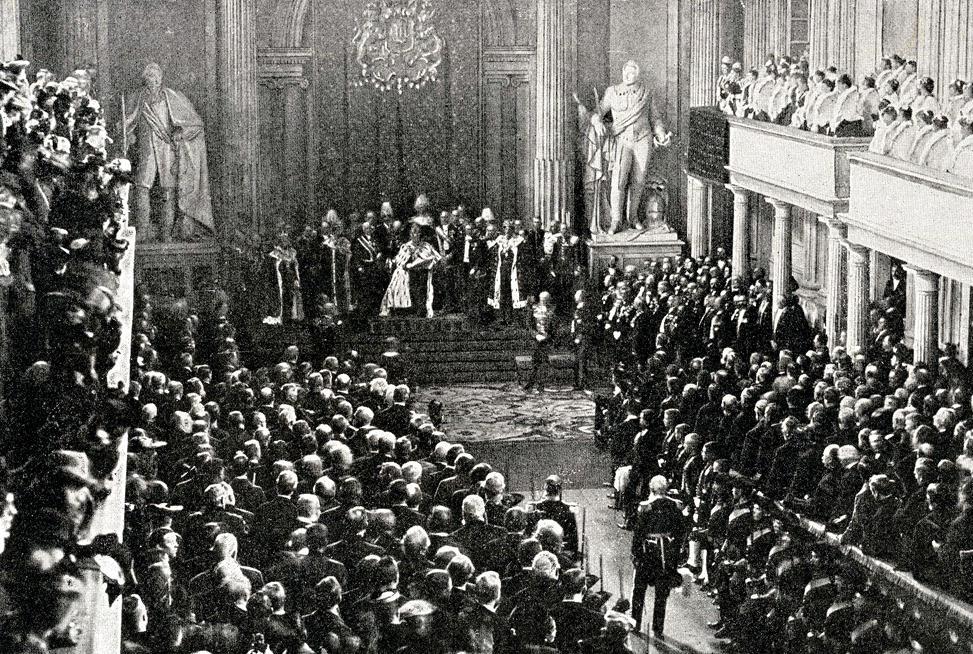
Re Oscar II di Svezia e Norvegia, indossando la corona e gli abiti cerimoniali, pronuncia il discorso dal trono, 1898.

In Svezia, la pratica di avere un discorso dal trono pronunciato dal monarca è stata mantenuta fino al 1974, in concomitanza con la riscrittura della Costituzione svedese che ha rimosso il coinvolgimento formale del monarca nel processo legislativo. La vecchia apertura della legislatura era chiamata "L'apertura solenne del Riksdag " (in svedese: Riksdagens högtidliga öppnande) ed era piena di simbolismo. Il discorso veniva pronunciato di fronte al Riksdag nella Sala di Stato del Palazzo Reale. Il re sarebbe stato seduto sul trono d'argento mentre pronunciava il suo discorso.
Prima del 1907, il monarca e i principi di sangue reale indossavano anche le loro vesti reali e principesche e le loro corone e diademi. Dopo la morte di Oscar II, il suo successore, Gustavo V, non fu incoronato e quindi non indossò la corona quando aprì il Riksdag. Invece, la corona e lo scettro venivano posti su cuscini accanto al trono e la veste veniva drappeggiata sul trono.
Dopo l'abolizione della cerimonia di apertura a palazzo, tenutasi l'ultima volta nel 1974 e solo una volta durante il regno di Carlo XVI Gustavo, l'apertura si tiene ora nella camera del Riksdag alla presenza del monarca e della sua famiglia. È ancora il monarca ad aprire ufficialmente la sessione annuale, ma non pronuncia più un "discorso dal trono"; il monarca è invitato dal presidente e pronuncia un discorso introduttivo e poi dichiara aperta la sessione. Dopo il discorso, il primo ministro rilascia una dichiarazione sul prossimo programma di governo (in svedese: Regeringsförklaring) per il prossimo anno legislativo.

### Thailandia
In Thailandia, il monarca tiene un discorso in una sessione congiunta nella Sala del trono Ananta Samakhom, consigliando l'Assemblea nazionale nel suo lavoro.

### Repubbliche

Il presidente delle Filippine pronuncia il discorso sullo stato della nazione del 2015.

Molte repubbliche organizzano anche un evento annuale in cui il presidente tiene un discorso a una sessione congiunta della legislatura, come il discorso sullo stato dell'Unione tenuto dal presidente degli Stati Uniti e nella maggior parte degli stati degli Stati Uniti, dove il governatore tiene un discorso sullo stato dello Stato simile. Allo stesso modo, il presidente delle Filippine tiene il discorso sullo stato della nazione. Spesso questi si tengono il primo giorno o poco prima della nuova sessione della legislatura. Tuttavia, in teoria, piuttosto che delineare semplicemente le priorità per l'anno a venire, il capo dello Stato dovrebbe fornire un rapporto alla legislatura sulle condizioni del paese, da cui il termine Stato della nazione.

### Unioni sovranazionali
L’Unione europea ha una pratica equivalente nota come stato dell’Unione, in cui il presidente della Commissione europea si rivolge a una sessione plenaria del Parlamento europeo ogni settembre. Essa è regolata dall’accordo quadro del 2010 sulle relazioni tra il Parlamento europeo e la Commissione europea.

### Discorsi storici

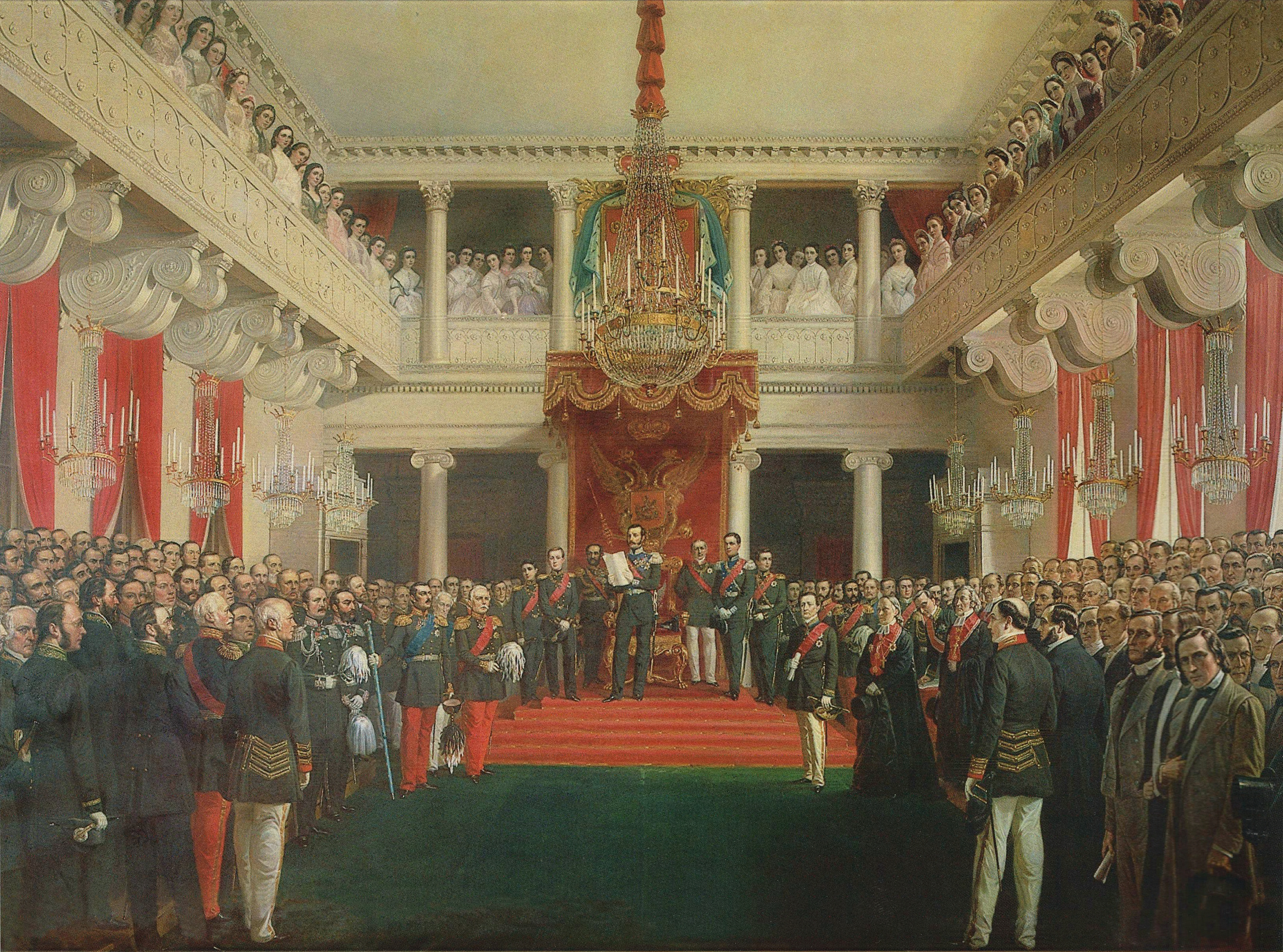
L'imperatore Alessandro II di Russia riconvoca la Dieta di Finlandia nel 1863.
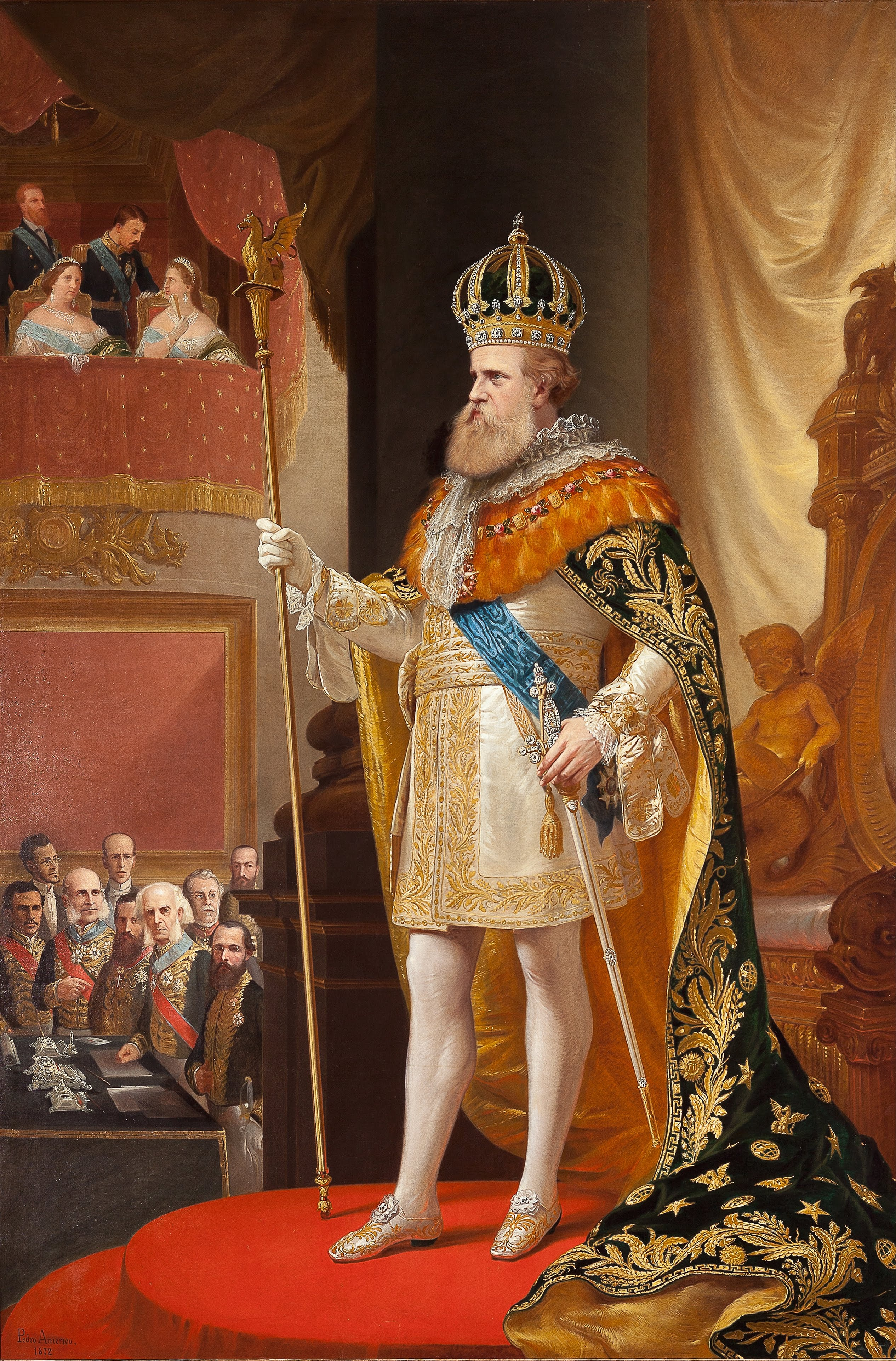
L'imperatore Pietro II del Brasile pronuncia il discorso dal trono indossando le insegne imperiali, 1872.
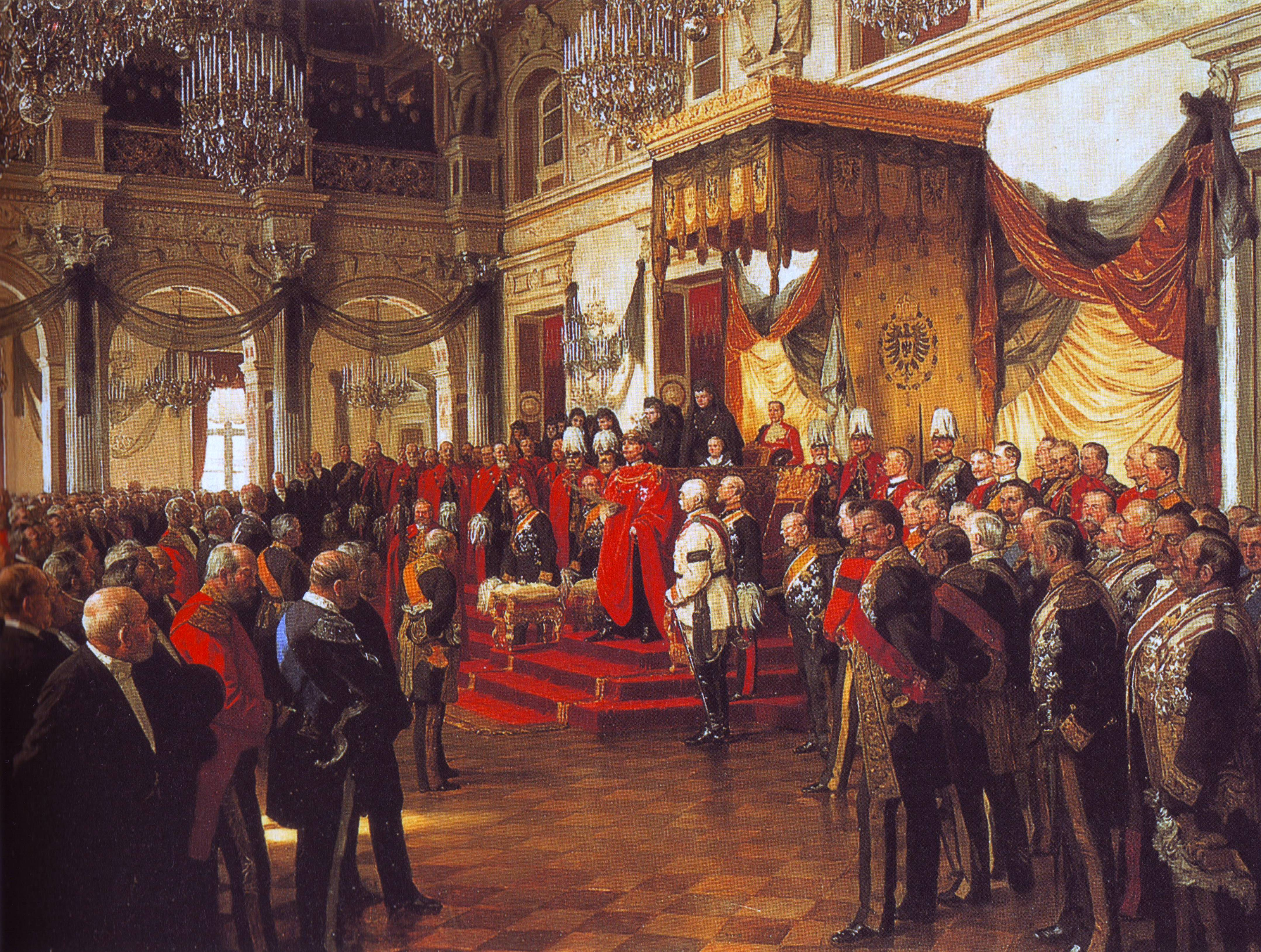
L'imperatore tedesco Guglielmo II apre il Reichstag nella Sala Bianca del palazzo di Berlino, 1888. Dipinto di Anton von Werner.
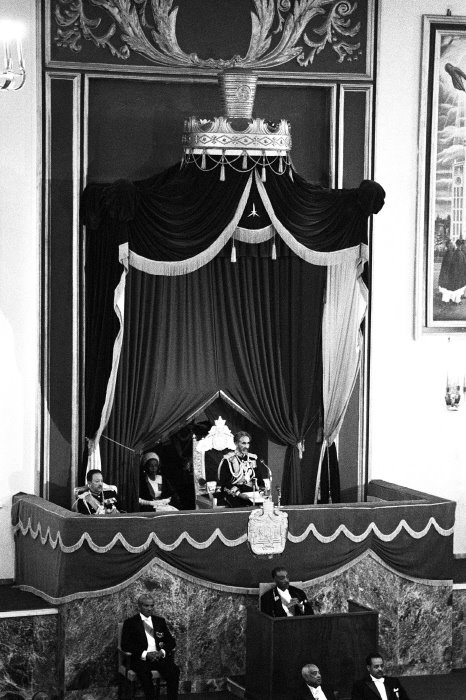
L'imperatore Haile Selassie I pronuncia il discorso dal trono di fronte al Parlamento.